# Mainvoetbalkampioenschap 1926/27
In 1926/27 werd het negentiende Mainvoetbalkampioenschap gespeeld, dat georganiseerd werd door de Zuid-Duitse voetbalbond. Na dit seizoen werd de competitie geherstructureerd. De vijf bestaande Bezirksliga's werden vervangen door vier nieuwe Bezirksliga's die wel telkens uit twee reeksen bestonden waarvan de top drie naar de eindronde ging. In tegenstelling tot sommige andere competities veranderde er niet veel voor de clubs uit de Maincompetitie.
FSV Frankfurt werd kampioen en Eintracht Frankufrt vicekampioen. Beide clubs plaatsten zich voor de Zuid-Duitse eindronde. In de niet-kampioenengroep werd Eintracht derde. Ook FSV werd derde in de kampioenengroep en speelde tegen de winnaar van de niet-kampioenen voor een plaats in de nationale eindronde. De club verloor echter van TSV 1860 München. 
TSG Eintracht Frankfurt nam de naam Frankfurter SG Eintracht aan. VfR 01 Frankfurt en FC Helvetia 02 Frankfurt fuseerden tot SG Rot-Weiß 1901 Frankfurt. 

## Bezirksliga
| Plaats | Club                         | Wed. | W  | G | V  | Saldo | Ptn.  |
| ------ | ---------------------------- | ---- | -- | - | -- | ----- | ----- |
| 1.     | FSV 1899 Frankfurt           | 18   | 14 | 3 | 1  | 62:18 | 31:5  |
| 2.     | Frankfurter SG Eintracht     | 18   | 13 | 2 | 3  | 41:19 | 28:8  |
| 3.     | Offenbacher FC Kickers 1901  | 18   | 8  | 4 | 6  | 29:26 | 20:16 |
| 4.     | SG Rot-Weiß 1901 Frankfurt   | 18   | 7  | 5 | 6  | 29:22 | 19:17 |
| 5.     | VfL 03 Neu-Isenburg          | 18   | 8  | 2 | 8  | 34:31 | 18:18 |
| 6.     | 1. Hanauer FC 93             | 18   | 5  | 6 | 7  | 26:31 | 16:20 |
| 7.     | Frankfurter FC Germania 1894 | 18   | 5  | 5 | 8  | 25:32 | 15:21 |
| 8.     | FC Union 07 Niederrad        | 18   | 7  | 0 | 11 | 46:48 | 14:22 |
| 9.     | SV Viktoria 01 Aschaffenburg | 18   | 5  | 1 | 12 | 31:58 | 11:25 |
| 10.    | FC Viktoria 1894 Hanau       | 18   | 2  | 4 | 12 | 13:51 | 8:28  |

|  | Kampioen, geplaatst voor Zuid-Duitse eindronde en Bezirksliga Main-Hessen (Groep Main) |
|  | Geplaatst voor Zuid-Duitse eindronde Bezirksliga Main-Hessen (Groep Main)              |
|  | Geplaatst voor de Bezirksliga Main-Hessen (Groep Main)                                 |
|  | Geplaatst voor de Bezirksliga Main-Hessen (Groep Hessen)                               |